# Финшхафенское сражение
Финшхафенское сражение (англ. Battle of Finschhafen) — бои на тихоокеанском театре военных действий между австралийскими и японскими войсками в ходе Новогвинейской кампании, шедшие с 22 сентября по 24 октября 1943 года на полуострове Хуон. 
Австралийская 20-я пехотная бригада наступала на город с севера, в то время как 22-й пехотный батальон наступал с юга, продвигаясь от места высадки к востоку от города Лаэ. После захвата Финшхафена японские войска в этом районе отошли к Саттельбергу, где стремились удержать австралийцев, прежде чем начать контрнаступление, чтобы предотвратить союзную высадку на берег. Эта атака была отбита американскими и австралийскими войсками, причём японцы понесли тяжелые потери. После этого австралийцы перешли в наступление, захватив Саттельберг, а затем двинулись к плато Варео.

## Подготовка
Финшхафен был оккупирован Императорской японской армией 10 марта 1942 года в рамках стратегических действий по обеспечению защиты Лаэ, который был создан в качестве важной авиабазы. В начале 1943 года союзники начали наступательные операции в районе Саламауа в Новой Гвинее, а после высадки в Надзабе и захвата Лаэ в начале сентября 1943 года, союзники попытались воспользоваться своим успехом, продвигаясь в Финшхафен, чтобы начать кампанию на полуострове Хуон.
Операция по захвату Финшхафена была важна для обеспечения контроля над западным мысом пролива Витязь для строительства аэродромов и военно-морских объектов для предстоящей Новобританской кампании в рамках операции «Картвил». Ответственность за обеспечение полуострова Хуон была возложена на австралийскую 9-ю дивизию генерал-майора Джорджа Вуттена. 22 сентября австралийская 20-я пехотная бригада под командованием бригадира Виктора Виндейера при поддержке артиллерии 2/12 полевого полка, а также полевой роты инженеров и полевой машины скорой помощи приземлилась в Скарлет-Бич - примерно в 10 километрах (6,2 мили) к северу от Финшхафена - и приступила к созданию там плацдарма. В то же время 22-й пехотный батальон, подразделение австралийского ополчения, высадившийся в начале сентября к востоку от Лаэ, чтобы ослабить войска, удерживающие плацдарм, начал преследование японцев, отступавших на восток, в направлении Финшхафена чтобы усилить давление на их южный фланг.
Японцы ожидали нападения союзников на регион Финшхафен примерно в конце июля 1943 года, оценив его значение в отношении пролива Витязь и Дампир. Командующий 18-й армией Японии генерал-лейтенант Хатадзо Адати начал переброску войск в регион. Большинство из них были сформированы из 20-й дивизии, которая в августе направила около 2800 человек из Маданга. Эти силы состояли из 80-го пехотного полка, одного батальона 26-го полевого артиллерийского полка и 7-й военно-морской базы. Кроме того, после падения Лаэ элементы 41-й дивизии, в первую очередь 238-го пехотного полка, и 102-го пехотного полка 51-й дивизии были также перемещены в этот район и были переданы под командование генерал-майору Эйзо Ямаде, командующему 1-й группой доставки. Общее количество японцев в этом районе составляло от 4000 до 5000, хотя разведка союзников оценивала численность от 350 до 2100.
Силы Ямады были разбросаны по ряду аванпостов, которые располагались вокруг главной оборонительной позиции, установленной в Саттельберге, заброшенной лютеранской церкви, расположенной на вершине 975-метровой горы (3199 футов), которая возвышалась над местностью примерно в 12 километрах (7,5 миль) к северо-западу от Финшхафена. У японских войск не было транспорта, и дорожная сеть не была полностью развита. У них было мало боеприпасов для всех калибров оружия, особенно артиллерии, и большинство магазинов приходилось перевозить боевыми войсками, поскольку местные перевозчики перестали работать на японцев в ответ на пропаганду союзников. После высадки на Скарлет-Бич, Ямаде было приказано начать атаку на австралийские войска, чтобы задержать их, пока из 20-й дивизии не прибыло дополнительное подкрепление.

## Ход боёв

### Австралийское наступление

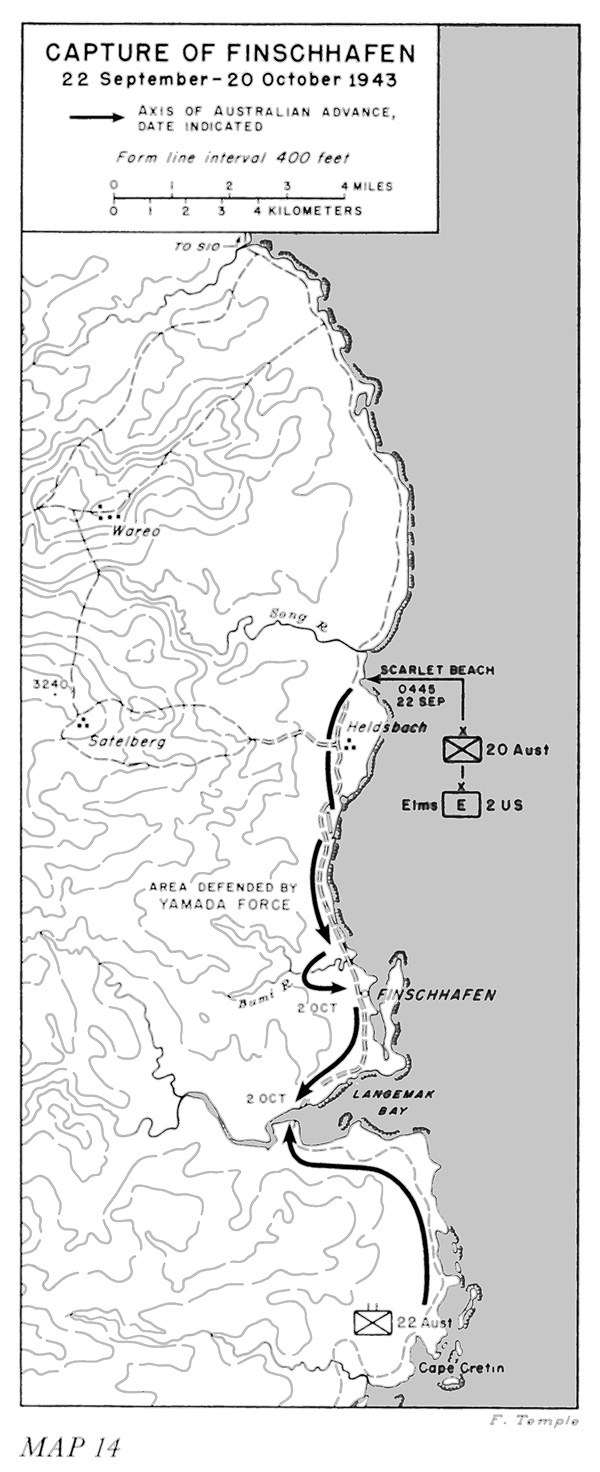
Карта плана захвата Финшхафена

После высадки австралийцы создали плацдарм глубиной в несколько километров, во время которого были предприняты значительные действия вокруг Сики Коув и Катики. В конце дня крупный японский воздушный налёт нанёс удар по флоту союзников у берега, но в конечном итоге он был отбит мощным американским истребительным прикрытием, который был предупреждён кораблями союзников. На следующий день, 23 сентября, началось движение 20-й бригады по Финшхафену, когда два батальона начали наступление на юг - 2/13 и 2/15 при поддержке 2/12 полевого полка, а также инженеров из 2/3-я полевой роты - в то время как 2/17-я дивизия была разделена. Причём батальоны продвигались как часть резерва бригады, в то время как другая осталась, чтобы обезопасить плацдарм от нападения японцев и подтолкнуть его дальше на север и четвертый толкнул в сторону Саттельберга. 2/3-й инженерный батальон оставался на плацдарме, работая над улучшением дорог, в то время как 2/8-я полевая медицинская помощь создала основную перевязочную станцию, после того, как была эвакуирована с передовой перевязочной станции, которая следовала за наступлением батальонов на юг.
Вдобавок к необходимости разделить свои силы, австралийцы также пострадали от проблем со снабжением во время продвижения. Рельеф над южными подходами был довольно сложным, в основном состоявшим из густых джунглей с многочисленными водными преградами. Для движения у австралийцев был ограниченный набор техники, каждый пехотный батальон имел четыре джипа с прицепами для пополнения запасов, а у инженеров и артиллерии было несколько грузовиков и тракторов. Местное население, которое могло оказать помощь в перевозке припасов, отказавшееся сотрудничать с японцами из-за пропаганды союзников, тем не менее не смогли помочь кампании на начальных этапах продвижения. В результате большое количество припасов пришлось нести боевым солдатам, что отвлекало их от выполнения непосредственного задания. Тем не менее австралийскому наступлению удалось захватить плантацию Хелдсбах и близлежащий аэродром. Это продолжалось до тех пор, пока австралийцы не столкнулись с сильным сопротивлением в районе реки Буми. Там силы около 300 японских моряков и морских пехотинцев из 85-го морского гарнизона, усиленные частями 238-го пехотного полка, обосновались в блокирующей позиции. Хотя им было приказано подчиниться общему японскому плану сдерживания австралийцев и затем отойти в сторону Саттельберга для проведения операции по сдерживанию, командующий военно-морскими войсками решил занять эту позицию, и впоследствии они задержали австралийское наступление 26 сентября, пока не были разгромлены фланговой атакой 2/15-го пехотного батальона.
В ответ на опасения по поводу большого количества японских войск в этом районе, которых оказались намного больше, чем предполагала разведка союзников, Виндейер запросил подкрепления. Первоначально в них было отказано, поскольку командование ВМС США не согласились с идеей перебросить еще одну бригаду в Финшхафен из-за связанных с этим рисков и потенциальных потерь военно-морского флота, которые могут возникнуть. Кроме того, главный штаб союзников под командованием генерала Дугласа Макартура был ошибочно убеждён, что силы японцев, оборонявших этот район, были очень малочисленны, когда на самом деле силы были примерно равны, а число союзников после высадки составляло около 5300 человек. После долгих обсуждений между австралийским и американским командованием 29/30 сентября 2/43-й пехотный батальон прибыл на смену 2/17-му. Южным австралийцам 2/43-го впоследствии было поручено защищать плацдарм и прилегающие районы, включая район Хелдсбах, и готовиться к дальнейшим действиям вокруг Сиси и Саттельберга. Примерно в это же время начался сильный дождь, и командир австралийской бригады был вынужден использовать боевые части для перевозки грузов из зоны высадки в передовые районы, поскольку автомобильный транспорт не мог преодолеть примитивную систему путей. Из-за опасений по поводу западного фланга 2/17 расширили австралийский периметр в направлении Дживеваненга,  создав там роту, но впоследствии она подверглась атаке на Саттельбергской дороге и западнее Катики 25 и 26 сентября со стороны Японского 80-го пехотного полка, который пытался прорваться к плантации Хельдсбахов на побережье. В течение нескольких дней рота из 2/17-го батальона около Дживеваненга отбила шесть японских атак, пока 30 сентября её не сменил 2/43-й пехотный батальон.
Между тем, обеспокоенные состоянием тыла из-за присутствия большого количества японских войск вокруг Саттельберга, австралийцы осторожно продвигались к Какакогу, где в конце месяца шли ожесточенные бои, в результате которых около 100 японцев стали жертвами артиллерийского огня и воздушных атак, которые австралийцы применяли для ослабления обороны Японии перед атакой 2/13-го пехотного батальона, поддержанного пулеметами Виккерса из 2/15-го. С юга 22-й пехотный батальон продвинулся на север встретив ограниченное сопротивление. 1 октября они пересекли реку Мапе, примыкающую к заливу Лангемак, в то время как передовые войска из 20-й пехотной бригады подавили японские войска вокруг Какакога при поддержке артиллерии и авиации, уничтожив от 80 до 100 солдат противника. После этого японцы начали отступление из Финшхафена, и на следующий день 20-я пехотная бригада достигла своей цели, войдя в Финшхафен во второй половине дня после преодоления ограниченного сопротивления. На следующий день две части войска из 2/17-го и 22-го батальона соединились.
На этом закончилась первая фаза сражения. В ходе операций по захвату Финшхафена австралийцы потеряли 73 убитыми, 285 ранеными. Было также эвакуированы ещё 391 больных. Сообщалось, что потери японцев были «тяжёлыми», но разведка союзников оценила, что большое количество японских войск осталось боеспособным и отошло на запад от побережья, готовясь к дальнейшим боевым действиям. В то же время американские войска из 532-го Инженерно-катерного и Берегового полка потеряли 8 убитыми и около 42 ранеными, в основном во время десантных операций в районе Скарлет-Бич.

### Контратака японцев
После взятия Финшхафена основная часть австралийской 20-й пехотной бригады вернулась в Скарлет-Бич, получив разведданные о том, что японцы собираются атаковать. 2/13-й и 22-й пехотные батальоны были оставлены в районе Финшхафена, в то время как 2/15-й и 2/17-й пехотные батальоны были переориентированы для защиты подступов к Скарлет-Бич. В районе Дживеваненга, в 5 километрах к востоку от Саттельберга, 2/43-я дивизия заняла оборонительную позицию и в первых числах октября отбила атаку японцев батальоном 80-го пехотного полка вдоль прибрежной дороги. Пытаясь укрепить свой западный фланг, австралийский 2/17-й пехотный батальон наступал на Кумаву, что было встречено яростным ответом японцев 5 октября, когда их линия связи с Запада оказалась под угрозой . Батальон не прекращал осаду Дживеваненга, 10 октября был захвачен участок возвышенности, названный австралийцами «холм».

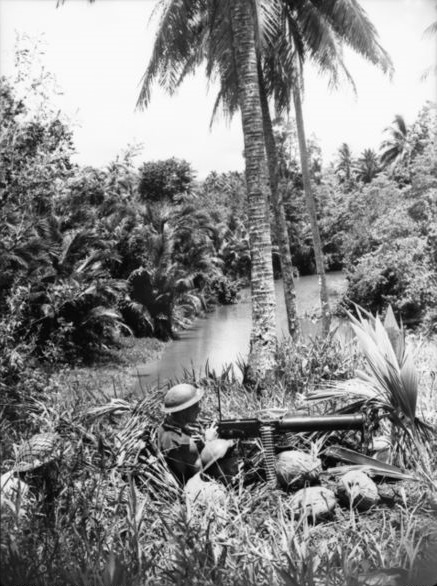
Расчёт пулемётчиков из австралийского пулемётного батальона, Скарлет-Бич октябрь 1943 года

10/11 октября, когда союзникам стало ясно, что японцы готовятся к крупному наступлению, Вуттен и его штаб высадились в Финшхафене вместе с остатками 24-й пехотной бригады под командованием генерала Бернарда Эванса. В тот день большая часть японской 20-й дивизии под командованием Сигэру Катагири прибыла в этот район, поскольку численность японских сил, противостоявших австралийцам, возросла до 12 000 человек; тем не менее Катагири решил воздержаться от начала контратаки до тех пор, пока запасы и боеприпасы не будут собраны в достаточном количестве. Тем временем, австралийская 24-я пехотная бригада несла ответственность за глубокую оборону вокруг плантации Хельдсбах и мыса Арндт, в то время как 20-я пехотная бригада оборонялась вокруг дороги Саттельберг и реки Мейп, а 22-й пехотный батальон - на южном фланге вокруг гавани Дрегер. Когда войска 20-й пехотной бригады попытались продвинуться к Саттельбергу, 24-я начала патрулирование в направлении Бонга. Во время одного из таких патрулей союзники получили разведывательные данные, обнаружив японский портфель, содержащий оперативный приказ, детализирующий планы предстоящей контратаки. Кроме того, союзники перехватили несколько японских радиопередач и определили свои намерения на основе сообщений о передвижениях войск и кораблей. Это позволило австралийцам перейти к оборонительной стратегии, вместо того чтобы продолжать наступление на Саттельберг.
Главная контратака японцев началась 16 октября, о чем свидетельствовал большой костер у Саттельберга. Атака была задумана как трехступенчатая, включающая отвлекающую атаку частей 79-го пехотного полка к северу от Бонга, атаку на Скарлет-Бич с моря частями 79-го корабельного рейдового отряда, и движение от Саттельберга остатками 79-го и 80-го пехотных полков, ориентированных на две линии наступления: одна к Скарлет-Бич, ближе к реке Сонг, а другая к Хельдсбах продвигаясь вверх по дороге от Саттельберга. В случае успеха предполагалось, что после перегруппировки два пехотных полка очистят Финшхафен и залив Лангемак, но планы японцев с самого начала пошли наперекосяк.
Северная диверсия была ожидаема и не смогла сбить австралийцев с толку, заставив их ввести в бой свои резервы, в то время как центральная атака была начата слишком рано - фактически за день до того, как планировалось начать штурм, что подрывало попытки японцев достичь достаточного перевеса сил для преодоления защитников. Морской десант также потерпел значительные потери, более половины из семи десантных судов были уничтожены орудиями ПТ-128 и ПТ-194 в ночь с 8 на 9 октября, по пути к месту высадки. Впоследствии и во время штурма береговой линии пляжа, где американские и австралийские войска заняли глухую оборону, японское наступление было остановлено. Берег охранялся 40-мм пушкой «Бофорс» 10-й легкой зенитной батареи, противотанковыми пушками и пулеметами 2/28-й, а также двумя 37-мм пушками и двумя 50-калиберными пулемётами, которыми был укомплектован американский 532-й инженерный лодочно-береговой полк. Один из пулемётных расчётов, которым командовал рядовой Натан Ван Ной при поддержке капрала Стивена Попа, атаковал группу японцев во главе с горнистом и двумя бойцами с огнемётами. Японская ручная граната упала в их оружейную яму, раздробив одну из ног Ван Ноя и ранив Попа, но они продолжали отстреливаться. После второй гранаты наступило мёртвое молчание. Ван Ной был награжден Орденом Почета посмертно.
Австралийцам удалось удержать ключевые позиции вокруг Дживеваненга и Катики, которые союзники использовали для нанесения тяжелых потерь. В какой-то момент японцы добились небольшого тактического преимущества, но ненадолго. 18 октября группа японцев прорвалась к бухте Сики, где австралийские зенитчики и артиллеристы были вынуждены вести огонь под «открытым прицелом» и отбиваться из стрелкового оружия, попав под огонь орудий. В ту ночь японцы перерезали путь снабжения 2/17–го пехотного батальона, установив блокпост на дороге между Дживеваненгом и Саттельбергом, так же отрезав австралийцев, оборонявших Дживеваненг. Множество подразделений австралийцев, а именно 2/17-й и  2/3-го Пионерского батальона, а также часть 2/28-го, оказались изолированными в тылу японцев. Для обеспечения их снабжения, летчики 4-й эскадрильи королевских ВВС Австралии сбросили аварийные воздушные капсулы боеприпасов. Понимая всю двусмысленность ситуации, командир 2/3-го Пионерского батальона отвёл один из своих аванпостов, в то время как бригадный генерал Бернард Эванс, командир 24-й пехотной бригады, также сократил свои позиции вокруг плацдарма, тем самым оставив японцам главную позицию - Катику. Командир австралийской дивизии Вуттен пришел в ярость от этого решения и впоследствии по радиосвязи отчитал своего командира. В ответ 2/13-й пехотный батальон отделил две роты от охраны тыла и направил их на север, в то время как 2/28–й пехотный батальон предпринял контратаку против японцев в районе Катики, которые при поддержке артиллерии успешно восстановили позиции.
Тем не менее, боевые действия складывались в пользу союзников, и в конце концов японское наступление было остановлено. Несмотря на вынужденное сокращение Австралийских сил, оборонявших плацдарм, 21 октября японцы отошли от бухты Сики, хотя бои вокруг Катики продолжались еще четыре дня, пока японцы пытались отвоевать её. Ожесточённое сопротивление со стороны 2/28-й Армии остановило их, 24 октября наступательные действия были свёрнуты, так как силы японцев несли тяжелые потери из-за тактических промахов, слабой координации и плохого обеспечения оперативной безопасности, а также отсутствия артиллерии. Но оперативное реагирование союзников было затруднено из-за неудовлетворительных рабочих отношений на самых высоких уровнях между австралийским и американским командованием - особенно между командующим I корпусом генерал-лейтенантом Эдмундом Херрингом и командующим VII десантными силами контр-адмиралом Дэниелом Э. Барби. Отсутствие единой командной структуры, чрезмерная осторожность сил военно-морского флота и слабая оценка общих сил и намерений чуть не стало роковой ошибкой Верховного командования союзников, которое не смогло вовремя подослать подкрепление. Потери во время атаки составили по меньшей мере 679 японцев убитыми и еще 821 ранеными, в то время как австралийцы потеряли 49 убитыми и 179 ранеными.

## Последствия

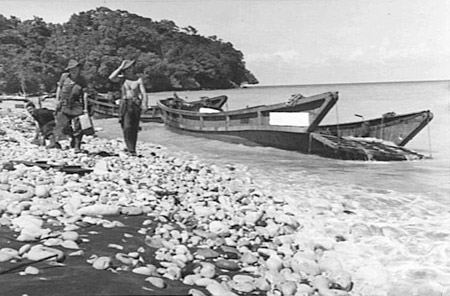
Потерпевшие крушение японские баржи в Скарлет-Бич после неудачной японской атаки, 17 октября 1943 года

После завершения боёв вокруг Финшхафена и разгрома японского контрнаступления, союзники начали подготовку к согласованному наступлению на главную японскую оборонительную позицию в районе Саттельберга. После огрехов руководства во время японского контрнаступления члены австралийского и американского штабов стали более тесно сотрудничать, и вскоре были утверждены подкрепления в виде 26-й пехотной бригады под командованием бригадного генерала Дейвида Уайтхеда, а также эскадрильи танков «Матильда» из 1-го танкового батальона, присутствие которых австралийцы стремились держать в секрете как можно дольше (были высажены в бухте Лангемак. Обеспечение дополнительными боеприпасами осуществлялось американскими войсками из 532-го инженерного катерного и Берегового полка, а затем доставлены и спрятаны в окрестностях Дживеваненга и Кумавы, но до ноября сильный дождь препятствовал продвижению австралийских сил.
Несмотря на решительное сопротивление, последовавшее после тяжелого перехода через густые джунгли, действуя совместно с танками «Матильда» австралийцы смогли ослабить мощную оборону японских сил, а затем и закрепить за собой тактические позиции вокруг Саттельберга. В других местах планировались дальнейшие действия: 7-я дивизия готовилась к наступлению через долины Маркхэм и Раму в рамках внутреннего продвижения к Шэгги-Ридж, а затем к северному побережью, чтобы отрезать путь отступления японцев с полуострова Хуон. Эта попытка в конечном счёте не увенчалась бы успехом и не позволила бы основной массе японских войск на полуострове Хуон уйти. В то же время, как только Саттельберг был взят под охрану, была предпринята одновременная вылазка, чтобы очистить плато Варео, которое обеспечивало хороший обзор в направлении Скарлет-Бич, а также служило узлом для японских линий связи с югом. Как только Варео оказался в безопасности, союзники двинулись вдоль побережья к Сио, а американские войска высадились в Сайдоре, чтобы следовать за отступающими японцами. Тем не менее, американские и австралийские войска на протяжении всей оставшейся войны вокруг Маданга и Айтапе–Вевака будут вынуждены противостоять тем же силам японской армии .
По словам Гарта Праттена, впоследствии Финшхафен превратился в «одну из крупнейших баз в юго-западной части Тихого океана». В течение 1944 года база получила значительное развитие с созданием плацдарма, который имел дивизионную вместимость, причал, пандусы для танковых десантных кораблей, пандусы и пирсы. Кроме того, было создано несколько аэродромов, способных принимать как истребительную, так и бомбардировочную авиацию, с несколькими складами горючего. Из Финшхафена союзники смогли направить авиацию на главную японскую базу в Рабауле и перекрыть проливы Витязь и Дампир. Кроме того, база стала важным логистическим узлом, сыграв важную роль в снабжении американской военной машины по мере продвижения её сил через Филиппины в 1944-1945 годах.
В 1961 году воинских почестей за битву при Финшхафене были удостоены подразделения австралийской армии, участвовавшие в захвате городе в период с 22 сентября по 8 декабря 1943 года. Также отдельные боевые награды присуждались за захват Скарлет-Бич, оборону Скарлет-Бич и бои за Саттельберг.